# Hyper CD-ROM
Hyper CD-ROM este un mediu de stocare a datelor cu mai multe straturi (multilayer), tridimensională,  inventat de omul de știință român, Dr. Eugen Pavel. Are cu o capacitate inițială de 1PB (petabyte) și capacitate teoretică de 100 EB (exabyte). Tehnologia de stocare optică tridimensională se bazează pe un material nou, obținut din sticlă fluorescentă fotosensibilă cu o structură asemănatoare ARN-ului. Noul tip de sticlă, combinată cu materiale fluorescente fotosensibile, permite inscripționarea cu ajutorul laserului și citirea cu un driver special.

## Caracteristici
Discul are o înălțime de 10 mm și un diametru de 120 mm și poate fi fabricat cu ajutorul tehnologiei actuale.
Capacitatea de stocare a discului este de peste 10.000 gigaocteți (Go), stocarea datelor se face pe 10.000 de nivele diferite aflate în interiorul unui disc de sticlă. 
- Capacitate: 10To (teraocteți), cu posibilitate teoretică de extindere la 100To sau 1Po (petaoctet)
- Rata medie de transfer: 3Mo/s (poate fi crescută)
- Dimensiunile cititorului CD-ROM: 80x150x300mm
- Dimensiunile CD-ROM-ului: 10mm x ø120mm
- Rezistența la temperatură: până la 550°C
- Fiabilitate foarte înaltă
- Durata de utilizare: (aproximativ 5.000 de ani)[2]

În noiembrie 1999 Hyper CD-ROM a fost prezentat la EUREKA “48th World Exhibition of Innovation and New Technology” din Bruxelles.
Tehnologia Hyper CD-ROM a primit recunoaștere în 21 de țări printre care: Statele Unite, UE, Canada, Japonia, Israel.
Până în acest moment tehnologia Hyper CD-Rom nu este folosită pe scară largă. Printre firmele interesate de tehnologie pot fi enumerate: IBM, Compaq, Philips precum și diverse firme hollywood-iene care au văzut în această tehnologie o posibilitate de stocare a datelor.

## Vezi și
- Holographic Versatile Disc
- Protein-coated disc